# إيغلي تاري
إيغلي تاري (بالألبانية: Igli Tare)، من مواليد 25 يوليو 1973 في فلوري في ألبانيا، لاعب كرة قدم ألباني.
بدأ مسيرته الكروية مع نادي بارتيزاني في موسم 1993/1994، وفي موسم 1994/1995 انتقل إلى نادي والدهوف مانهييم، وفي موسم 1995/1996 انتقل إلى نادي سودويست لودويغشافن، وفي موسم 1996/1997 انتقل إلى نادي كارلسروه الألماني، ولعب معهم 8 مباريات، وفي عام 1997 انتقل إلى نادي فورتونا دسلدورف الألماني، ولعب معهم حتى عام 1999، وشارك معهم في 63 مباراة وسجل 24 هدف، وفي عام 1999 انتقل إلى نادي باير ليفركوزن الألماني، ولعب معهم حتى عام 2001، وشارك معهم في 26 مباراة وسجل 4 أهداف، وفي عام 2001 انتقل إلى نادي بريشا الإيطالي، ولعب معهم حتى عام 2003، وشارك معهم في 75 مباراة وسجل 15 هدف، وفي عام 2003 انتقل إلى نادي بولونيا، ولعب معهم حتى عام 2005، وشارك معهم في 55 مباراة وسجل 11 هدف، ومنذ عام 2005 وهو يلعب مع نادي لاتسيو، كما يلعب أيضا مع منتخب ألبانيا لكرة القدم.

## روابط خارجية
- إيغلي تاري على موقع الاتحاد الدولي (مؤرشف)  (الإنجليزية)
- إيغلي تاري على موقع الاتحاد الأوربي (الإنجليزية)
- إيغلي تاري على موقع قاعدة بيانات كرة القدم.إي يو (الإنجليزية)
- إيغلي تاري على موقع ناشيونال فوتبول تيمز (الإنجليزية)
- إيغلي تاري على موقع Soccerway.com (الإنجليزية)
- إيغلي تاري على موقع عالم كرة القدم.نت (الإنجليزية)
- إيغلي تاري على موقع كووورة